# Промінь (ЕОМ)
Електронна обчислювальна машина «Промінь» — серія малих електронно-обчислювальних машин (ЕОМ) для інженерних розрахунків середньої складності, одна з перших ЕОМ такого класу.
Розроблена київським Інститутом кібернетики АН України в 1962 році під керівництвом академіка Віктора Глушкова. До серії входили ЕОМ «Промінь», «Промінь-М» та «Промінь-2».

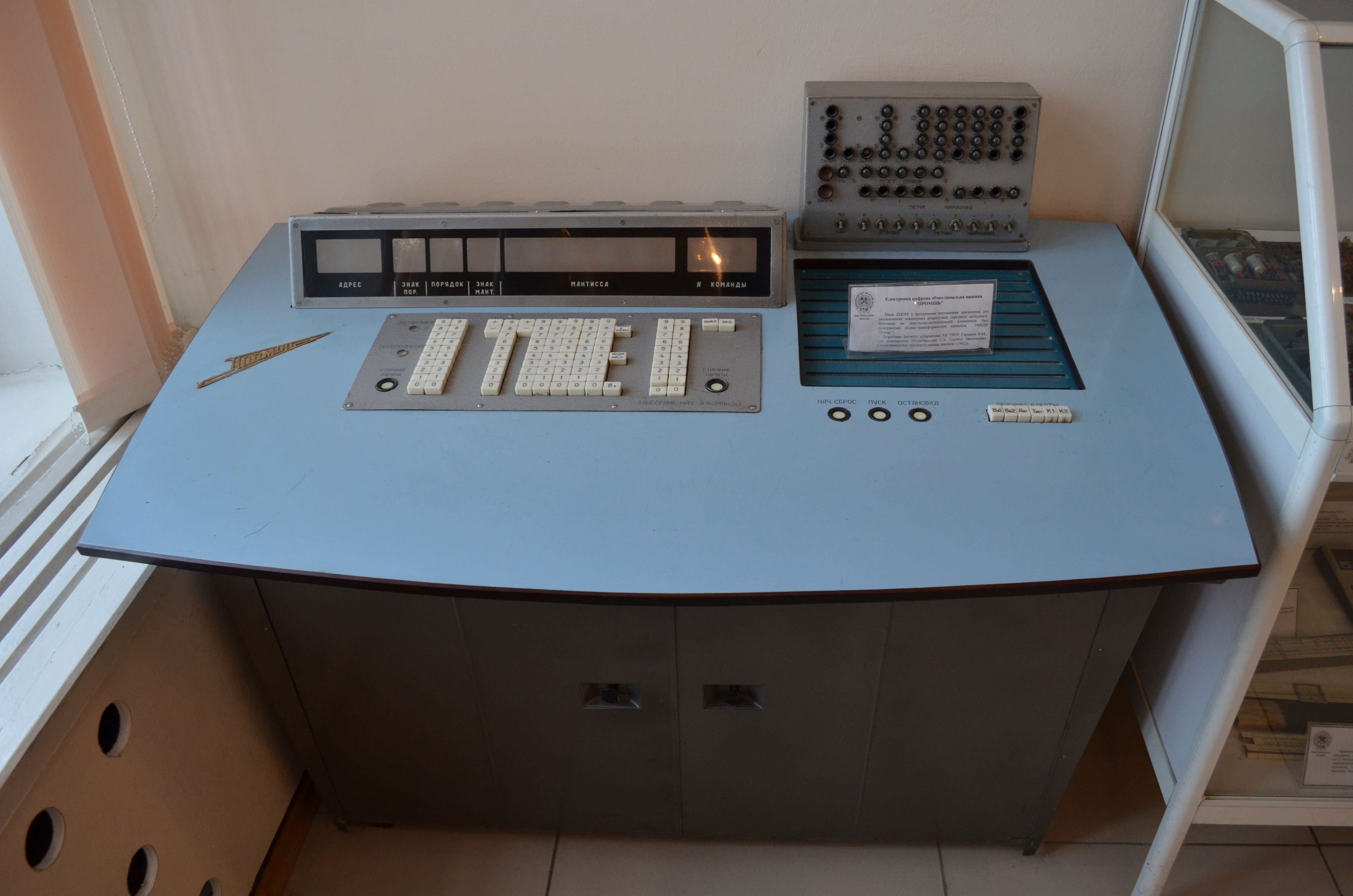
ЕОМ «Промінь»

## Основні характеристики
Електронна обчислювальна машина «Промінь» працювала в двійково-десятковій системі числення з п'ятьма десятковими знаками мантиси числа та одним знаком порядку. Обсяг оперативного запам'ятовуючого пристрою становив 140 слів. Команди в систему вводилися або за допомогою штекерів з отворами, що вставлялися в пази на набірному полі, або такі ж отвори можна було пробити в металевих перфокартах (замість 10 штекерів — одна перфокарта). Обсяг запам'ятовуючого пристрою для команд — 100 команд. З них 80 — для збереження команд та проміжної інформації, 20 — для збереження констант. Система команд була одноадресна. Набір команд складався з 32 операцій. Середня швидкість обчислень становила 1000 операцій додавання або 100 операцій множення за хвилину.

### Інтерфейс користувача
Введення числової інформації здійснювалось з клавіатури. Вивід здійснювався на табло з десятковими індикаторними лампами.

### Математичне забезпечення
Характерна особливість машини, яка потім була істотно розвинена в ЕОМ серії «МИР» — мікропрограмне виконання обчислень елементарних функцій. Мікропрограми були записані в мікропрограмну матрицю. В склад математичного забезпечення машини «Промінь» входили програми розв'язання диференціальних рівнянь методом Рунге — Кутта, програми обчислення коренів та екстремумів нелінійних алгебраїчних та трансцендентних функцій, програми інтерполяції по методу Ньютона, програми розв'язання лінійних рівнянь тощо.

## «Промінь-М»
«Промінь-М» — модифікований варіант машини «Промінь» відрізнявся від неї розвиненішою системою команд, поліпшенням якості мікропрограм, розвиненими структурами мікропрограмного управління, що дозволило в 3–4 рази прискорити виконання елементарних операцій. В комплектацію машини також був включений друкарський пристрій. Розроблений у 1965 році.

## «Промінь-2»
ЕОМ «Промінь-2» було створено у 1967 році. Порівняно з попередньою машиною вона мала вдвоє більшу ємність запам'ятовуючого пристрою (ЗП чисел мав ємність 320 слів), збільшену кількість команд програмного пристрою (до 160) та дещо розширені обчислювальні можливості.